# Daisy chain
Se llama daisy chain o cadena margarita a un esquema  de cableado usado en ingeniería eléctrica e ingeniería electrónica.
Es una sucesión de enlaces, tal que un dispositivo A es conectado a un dispositivo B, el mismo dispositivo B a un dispositivo C, este dispositivo C a un dispositivo D, y así sucesivamente.
Las conexiones no forman redes (en el ejemplo anterior, el dispositivo C no puede ser directamente conectado al dispositivo A), estas no hacen retorno de lazo desde el último dispositivo al primero. La cadena margarita se puede usar en fuentes de potencia, señales analógicas, datos digitales, o en una combinación de estas.

## Hardware

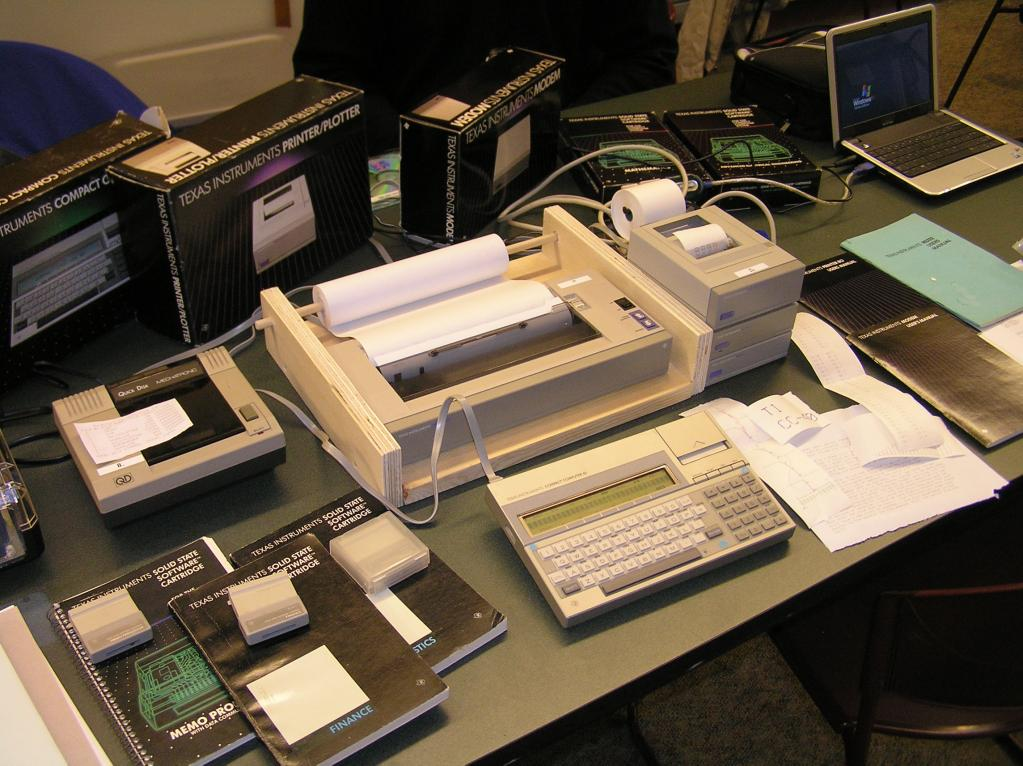
Dispositivos conectados en cadena margarita.

En informática, se utiliza por ejemplo, en las conexiones de los buses SCSI, FireWire, en el Apple Desktop Bus y en las conexiones de las unidades de disquete de computadoras domésticas Commodore 64/Commodore 128, Familia Atari de 8 bits, Commodore Amiga y Atari ST.
Los componentes de la cadena deben comportarse de forma cooperativa (por ejemplo, sólo uno se apodera del bus de comunicaciones a la vez). Además, sólo uno de los componentes se conecta a la computadora.

## Software
Un programa de instalación en cadena margarita puede continuar de manera fragmentada. Esto es de especial utilidad para software descargado. Si la conexión con el servidor de descarga se pierde durante el proceso de instalación, la cadena margarita permite reiniciar la instalación desde donde se detuvo. Google Pack y las redes P2P, entre otros, ofrecen esta posibilidad.